# Quercus oidocarpa
Quercus oidocarpa Korth. – gatunek rośliny z rodziny bukowatych (Fagaceae Dumort.). Występuje naturalnie w Malezji oraz Indonezji (na Sumatrze, Jawie i w Kalimantanie). 

## Morfologia
PokrójZimozielone drzewo dorastające do 30 m wysokości. Kora jest popękana i ma zielonoszarawą barwę.
LiścieBlaszka liściowa jest owłosiona od spodu i ma podłużnie eliptyczny lub podłużnie lancetowaty kształt. Mierzy 10–17 cm długości oraz 5–7 cm szerokości, jest szeroko klapowana na brzegu, ma rozwartą nasadę i ostry wierzchołek. Ogonek liściowy jest nagi i ma 10–25 mm długości. Przylistki mają równowąski kształt i osiągają 3–4 mm długości.
OwoceOrzechy zwane żołędziami o jajowatym kształcie, dorastają do 35 mm długości i 25 mm średnicy. Osadzone są pojedynczo w łuskowatych miseczkach w kształcie kubka, które mierzą 30 mm średnicy.

## Biologia i ekologia
Rośnie w lasach pierwotnych. Występuje na wysokości do 1500 m n.p.m.